# Henri Marcel Gaussen
Henri Marcel Gaussen (Cabrières-d'Aigues, 14 luglio 1891 – Tolosa, 27 luglio 1981) è stato un botanico e biogeografo francese.

## Biografia
Nel 1926 difese la sua tesi su la vegetazione della metà orientale dei Pirene, gettando le basi per i futuri studi sul confine tra biogeografia e mappatura della vegetazione. Gaussen fu uno dei primi sostenitori delle idee sugli stadi e sulla successione della vegetazione, che sono fondamentali per la fitogeografia. Il suo lavoro permise la produzione di una mappa della vegetazione della Francia in scala 1/200 000 (completata dopo la sua morte dal servizio del CNRS, ma che egli creò e ideò) e molti progetti simili in altri paesi. I suoi studi portarono a numerosi strumenti fitogeografici avanzati come l'indice di Bagnouls-Gaussen, l'indice xerotermico e il diagramma ombrotermico. Come riconoscimento per il suo lavoro scientifico nella mappatura della copertura vegetale e dell'ecologia, nel 1971 ricevette il Gran Premio della Société de Géographie per la ricerca e le pubblicazioni geografiche. 
Fu anche responsabile della creazione nel 1922 dell'Arboretum di Jouéou, e della forza e della reputazione dell'insegnamento e della ricerca in botanica all'Università di Tolosa. Grande viaggiatore, fu anche il creatore di una sezione scientifica all'Istituto Francese di Pondicherry. Lavorò con Flora Europaea come consulente regionale per la Francia.
Henri Gaussen trascorse la sua intera carriera come professore a Tolosa, dove nel 1958 fu anche eletto come "mainteneur" (membro del consiglio) dell'Académie des Jeux floraux.
Dopo aver accumulato un numero impressionante di fotografie personali, donò la sua collezione agli archivi del dipartimento dell'Alta Garonna, dove ancora si possono vedere. 
Fu autore botanico fecondo, tra le specie vegetali da lui descritte si annovera Abies hickelii.
Diverse specie botaniche, e un genere, Gaussenia, sono state intitolate in suo onore. 

## Opere principali
- Les cultures en terrasses dans le bassin méditerranéen occidental in Annales de géographie, tome 36, 1927
- Géographie des Plantes, Librairie Armand Colin, 1933, (222 pages, 8 cartes et figures)
- Les gymnospermes actuelles et fossiles, Travaux du laboratoire forestier de Toulouse 2, 1946-1979
- Le dynamisme des biocénoses végétales, Colloque international du CNRS sur l'écologie. P., février 1950
- Montagnes, la vie aux hautes altitudes, Horizons de France, 1955 (avec Paul Barruel)
- Habitations humaines dans les Pyrénées et les Alpes, in La Montagne, Club alpin français, décembre 1966